# Harry Lampert
Harry Lampert (* 3. November 1916 in New York City; † 13. November 2004 in Boca Raton, Florida) war ein US-amerikanischer Comiczeichner und Autor.

## Leben
Er begann das Cartoonzeichnen mit 16 Jahren und arbeitete für Max Fleischer, indem er malte und mithalf, Figuren wie Betty Boop, Popeye und Koko der Clown zu produzieren. Er begann Comics zu zeichnen und ist auf diesem Gebiet bekannt als künstlerischer Mitautor des DC-Comics-Superhelden „The Flash“.

## The Flash
Getextet von Gardner Fox, erschien der Held zum ersten Mal in der Nr. 1 der Zeitschrift „Flash Comic“ im Jahr 1940. Nach nur fünf Geschichten verabschiedete sich Lampert von der Figur, um seiner Vorliebe für humoristische Arbeiten nachzugehen. Nach „The Flash“ zeichnete er Karikaturen für das Time Magazine, die New York Times, den Esquire und die „Saturday Evening Post“.
Er lehrte an der New Yorker School of Visual Arts und gründete die Lampert Agency, eine Werbefirma, die preisgekrönte Anzeigen für Kunden wie Olympic Airways, Seagram und den Amerikanischen Jungferninseln entwarf.
Nach seinem Eintritt in den Ruhestand im Jahr 1976 schrieb Lampert viele Lehrbücher für Bridge. Sein Buch „The Fun Way to Serious Bridge“ ist als „Bibel“ dieses Spiels bezeichnet worden. Jahrelang gab er Kurse und erarbeitete die „cruise ship circuit“-Lehrmethode für Bridge-Spieler. Mitte der 1990er Jahre trat er auf Comicmessen auf, wo er Zeichnungen und Autogramme verkaufte und über sein berühmtes Comic sprach.
Lampert starb am 13. November 2004 an einer Hirnblutung.
| Personendaten    | Personendaten                          |
| ---------------- | -------------------------------------- |
| NAME             | Lampert, Harry                         |
| KURZBESCHREIBUNG | US-amerikanischer Cartoonist und Autor |
| GEBURTSDATUM     | 3. November 1916                       |
| GEBURTSORT       | New York City                          |
| STERBEDATUM      | 13. November 2004                      |
| STERBEORT        | Boca Raton, Florida                    |